# Брауншвейг
Бра́уншвейг, або Брауншвайг, Брауншвайґ (нім. Braunschweig МФА: [ˈbraʊnʃvaɪk]) — місто в Нижній Саксонії, Німеччина. Станом на 31 грудня 2015 року чисельність населення міста становила 252 768 осіб. Брауншвейг є другим за населенням містом Нижньої Саксонії після Ганновера. Брауншвейг є разом із містами Вольфсбург і Зальцгіттер один із дев'яти оберцентрів землі Нижня Саксонія .
Виникнення Брауншвейга сягає початку IX століття. Під час правління Генріха Лева місто розвивалося особливо швидко і перетворилося на потужний і впливовий торговий центр, який із середини XIII століття входив до Ганзейського союзу.
До листопада 1918 року Брауншвейг був столицею Брауншвейзького герцогства. Після Листопадової революції та зречення герцога був столицею Брауншвейзької республіки до її розпуску в 1946 році та входження до новоствореної землі Нижня Саксонія.
Наразі регіон Брауншвейг є важливим європейським освітнім та науковим центром. В Європейському союзі Брауншвейг з 2007 року є одним із регіонів, де найінтенсивніше проводяться науково-технічні дослідження та розробки. Союз засновників фондів для розвитку науки в Німеччині у 2007 році присвоїв Брауншвейгу почесне звання «Місто науки».
Місто було вагомим і впливовим торговельним вузлом середньовічної Німеччини та входило до Ганзейської унії з XIII до XVII століття. Воно було столицею трьох послідовних адміністративних утворень: Брауншвейг-Вольфенбюттельського князівства (1269–1432, 1754–1807 та 1813–1814), Брауншвейзького герцогства  (1814–1918) та Вільної держави Брауншвейг (1918–1946).

## Фізико-географічна характеристика

### Географічне положення
Брауншвейг знаходиться на півночі Німеччини, між північною межею гірського масиву Гарц і переходом до Північнонімецької низовини. Через місто протікає річка Окер. На півдні встановлена гребля, таким чином Окер оточує центр міста із західної та східної сторін (це було зроблено в Середніх віках для кращого захисту міста) і потім об'єднується в один потік у південно-західній частині міста. Ця гребля разом із двома іншими, розташованими нижче, регулює рівень води у річці у межах міста. Також через місто протікає річка Вабе та її відгалуження Міттельріде, що впадають у річку Шунтер.
Площа міста на 2006 рік становить 192 км², довжина міської межі — 98 км. 
Місто за чисельністю та за площею друге в Нижній Саксонії та двадцять сьоме в Німеччині. Протяжність міста з півночі на південь становить 19,1 км, зі сходу на захід — 15,7 км. Середня висота над рівнем моря – 75 м. Центр міста розташовується на висоті приблизно 70 метрів над рівнем моря; найвища точка — Гейтельдер Берг (111 м), нижча точка — старе річище Окера на північному заході міста (62 м).
Брауншвейг поділено на 19 міських районів.
Найближчі великі міста: Вольфсбург, 35 км на північний схід, Ганновер, 65 км на захід, Магдебург, 90 км на схід і Геттінген, 110 км на південний захід від Брауншвейга.

### Клімат
Брауншвейг знаходиться в зоні помірного клімату, знаходиться на межі переходу від континентального до морського клімату. Середньорічна температура становить 8,8 ° C, середньорічна вологість повітря дорівнює 79%. Кількість холодних днів на рік (температура нижче 0 °C, 74 дні) значно перевищує кількість спекотних (температура вище 25 °C, 25 днів). 
За рік у Брауншвейгу випадає приблизно 618 мм атмосферних опадів 
.

## Історія

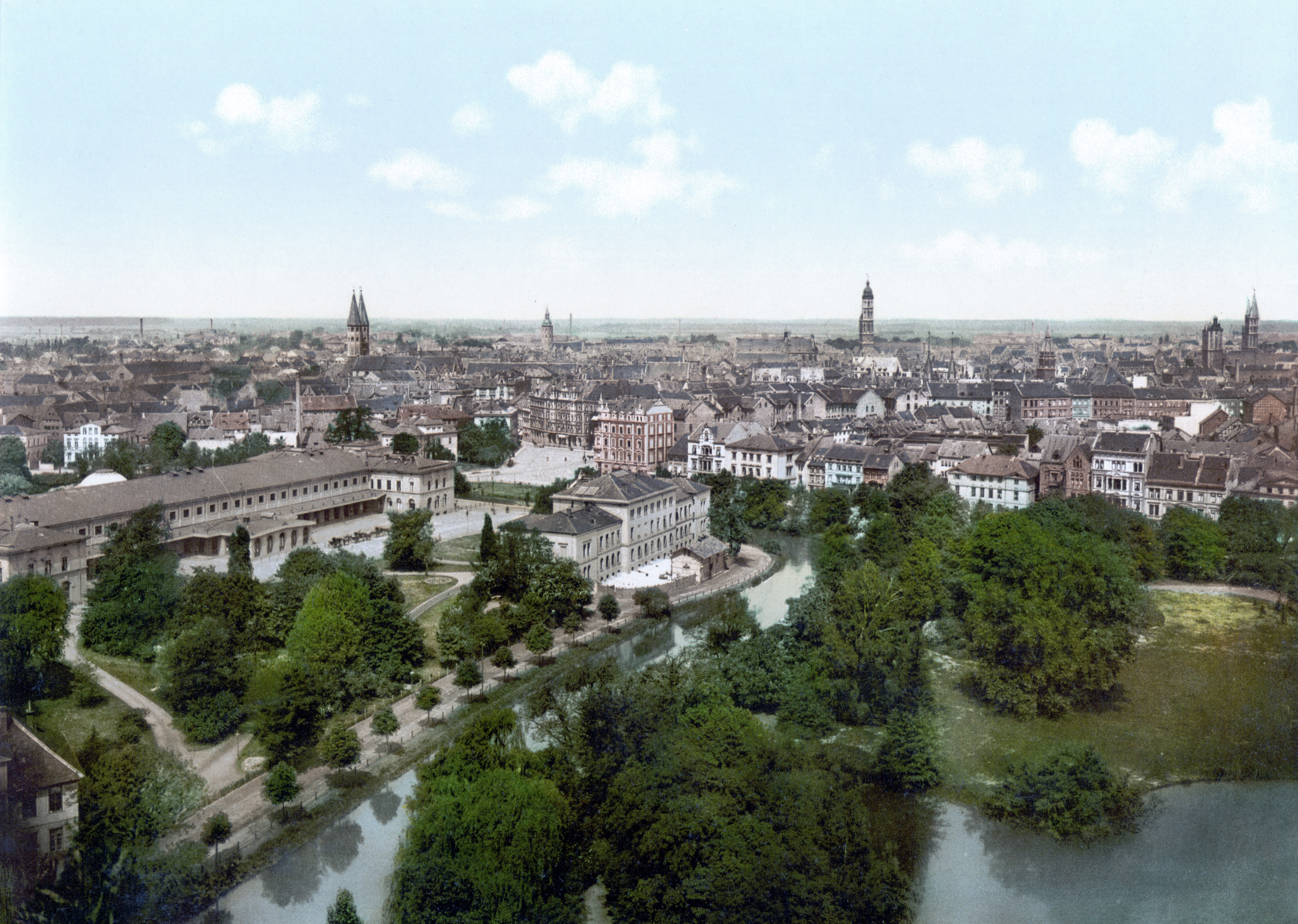
Брауншвейг приблизно 1900 р.

### Заснування міста та Середні віки
Брауншвейг було засновано саксонським графом Бруно II. Назва міста, спочатку Брунсвік, було складним із власного імені Бруно та позначення перевалюваного пункту, складів та відпочинку купців — вік. Місце підходило для цього ідеально, оскільки розташовувалося на місці броду через річку Окер. Документально місто згадується вперше під ім'ям Брунесгвік у грамоті освячення церкви Магнікірхе в 1031 році.
За Генріха Лева Брауншвейг виріс у потужне місто з кількома районами (так звані Вайхбільде): Гаген — засновані Генріхом Старе місто, Нове місто, Алтевік і Зак. Додатково було два особливі райони монастирської слободи — Санкт-Ігідієн і район замку. У кожному була ратуша та власний храм.
Генріх побудував у Брауншвейзі резиденцію. 
Він розширив замок Данквардероде, наказав спалити вщент стару церкву 1030 року і на її місці спорудити Брауншвейзький собор, будівництво якого було завершено освяченням 1226 року після його смерті. Собор присвячений святому Власію, Іоанну Хрестителю та Томасу Бекету. 
Сьогодні собор є євангелічно-лютеранською церквою.
Генріх Лев досяг такої влади, що обрав лева як свій герб і приблизно в 1166 році наказав відлити бронзового лева, якого поставив на замковій площі (оригінал знаходиться сьогодні в замку) — перша бронзова міська скульптура на північ від Альп. Це символ та герб міста.

### Ганзейський союз
Через своє розташування на березі судноплавної річки Брауншвейг став важливим торговим містом, а з XIII століття членом Ганзи.
Брауншвейг-Люнебурзьке герцогство за часів Генріха Лева було частиною володінь Вельфів. Згодом герцогство розпалося в результаті поділу спадщини на різні дрібні удільні князівства. У XIV столітті утворилося  Брауншвейг-Вольфенбюттельське князівство. Місто Брауншвейг стало вільним містом приблизно в 1430 році, і вельфські феодали перенесли свою резиденцію до Вольфенбюттеля.
Поряд з Гентом і Парижем Брауншвейг мав славу одним з найнеспокійніших міст пізньосередньовічної та ранньосучасної Європи. Постійно конституційні конфлікти переростали в революційні громадянські заворушення, які в Брауншвейгу називалися Шихтен — «пласти, шари».
У 1671 році місто знову потрапило під владу князя, а в 1753 році герцоги повернули свою резиденцію в Брауншвейг. На цей час припадає будівництво нового Брауншвейзького палацу. Слід в епосі Брауншвейзького бароко залишив герцог Антон Ульріх, який у Зальцдалумі, неподалік Вольфенбюттеля, створив барочну резиденцію з садом. Містецькі твори, що колись прикрашали цей палац, пізніше склали Музей герцога Антона Ульріха у Брауншвейзі.

### Брауншвейзьке герцогство
У 1806 році герцог Брауншвейг-Вольфенбюттельський Карл Вільгельм Фердинанд, будучи генерал-фельдмаршалом, у битві під Єною та Ауерштедтом був смертельно поранений. В 1807–1813 роках Брауншвейг знаходився під окупацією наполеонівських військ і став частиною наполеонівського Вестфальського королівства. За рішенням Віденського конгресу (1814) було утворено Брауншвейзьке герцогство.
Після смерті герцога Вільгельма III герцогством правили регенти, що призначалися Берліном. В 1871 році герцогство увійшло до складу Німецької імперії під керівництвом Пруссії. Шлюб Вікторії Луїзи (дочки кайзера Вільгельма II) з принцом Ернстом Августом Брауншвейг-Люнебурзьким, укладений 24 травня 1913 року, привів до примирення династій Гогенцоллернів і Вельфів, і останні знову стали правителями.
У листопаді 1918 року в Брауншвейзі відбулася революція, за два дні до такої ж події в Берліні, і в результаті герцог втратив престол.

## Населення
Станом на 31 грудня 2021 населення міста становить 248 823 осіб..
Динаміка по роках:
| Рік  | Населення |
| ---- | --------- |
| 1990 | 256 323   |
| 1995 | 254 130   |
| 2000 | 246 322   |
| 2005 | 245 872   |
| 2010 | 247 400   |

## Основні пам'ятки
- Бургплац (Замкова площа), що складається з групи будівель великого історичного та культурного значення: собор (Святого Власія, побудований наприкінці XII століття); замок Данквардероде (реконструкція XIX століття старого замку Генріха Лева); неоготична ратуша (1893–1900 рр.); а також деякі мальовничі фахверкові будинки, такі як Будинок гільдії, сьогодні місцеперебування Асоціації ремісників. У центрі площі стоїть копія Брауншвейзького лева, романська статуя лева, відлита з бронзи в 1166 році. Оригінал статуї можна побачити в музеї замку Данкварероде. Лев і сьогодні залишається символом Брауншвейга.
- Старий міський ринок, оточений ратушею Старого міста (збудована в XIII–XV століттях в готичному стилі), і церква Святого Мартина, з 1195 року), з важливими історичними будинками, включаючи колишній будинок гільдії краперів, побудований десь до 1268 року і торгові ряди (побудовані в 1690 році) і фонтан 1408 року.
- Кольмаркт («вугільний ринок»[10]), ринок із багатьма історичними будинками та фонтаном 1869 року.
- «Hagenmarkt» («ринок Хагена») з Катаріненкірхе (церква Святої Катерини ) XIII століття та Heinrichsbrunnen («Фонтан Генріха Лева») 1874 року.
- Магнівіртель (квартал Святого Магнуса), залишок стародавнього Брауншвейга, викладений брукованими вуличками, маленькими крамничками та кав'ярнями, навколо Магнікірхе (церква Святого Магнуса) XIII століття. Тут також знаходиться Rizzi-Haus, дуже характерна офісна будівля в стилі мультфільму, яку спроєктував архітектор Джеймс Ріцці[en] для Expo 2000[en].
- Романо-готична Андреаскірхе (церква Святого Андрія), побудована переважно між XIII і XVI століттями з вітражами Чарльза Кроделя . Навколо церкви розташовані Liberei , найстаріша збережена окремо стоїть будівля бібліотеки в Німеччині, [51] [52] і реконструйована Alte Waage.
- Готична Егідінкірхе[en] (церква Святого Егідія), побудована в XIII столітті, з прилеглим монастирем, який сьогодні є музеєм.
- Державний театр[en], побудований у XIX столітті, бере початок від першого постійного публічного театру в Німеччині, заснованого в 1690 році герцогом Антонієм Ульріхом.
- Брауншвейзький палац[en] зазнав бомбардування під час Другої світової війни та остаточно демонтовано в 1960 році. Зовнішній вигляд палацу було відновлено, щоб у ньому розмістили музей, бібліотеку та торговий центр, який відкрився у 2007 році.
- Бароковий палац «Річмондський палац[en]», побудований в 1768–1769 роках з оточуючим англійським садом для принцеси Августи Великобританської, дружини Карла Вільяма Фердинанда, герцога Брауншвейг-Вольфенбюттеля , щоб нагадувати їй про її дім в Англії.
- BraWoPark — торговий центр поблизу головного залізничного вокзалу Брауншвейга. Складається з 3 хмарочосів , висота найвищої будівлі становить майже 100 м. Найстаріша будівля BraWoPark була заснована в 1980 році, це бізнес-центр 1.
- Абатство Ріддагсгаузен[en], колишній цистерціанський монастир із навколишнім природним заповідником і дендрарієм. Природний заповідник Ріддагсгойзер-Тайхе  визначено як Важлива орнітологічна територія[11] та Особлива охоронна територія.[12]

## Культура

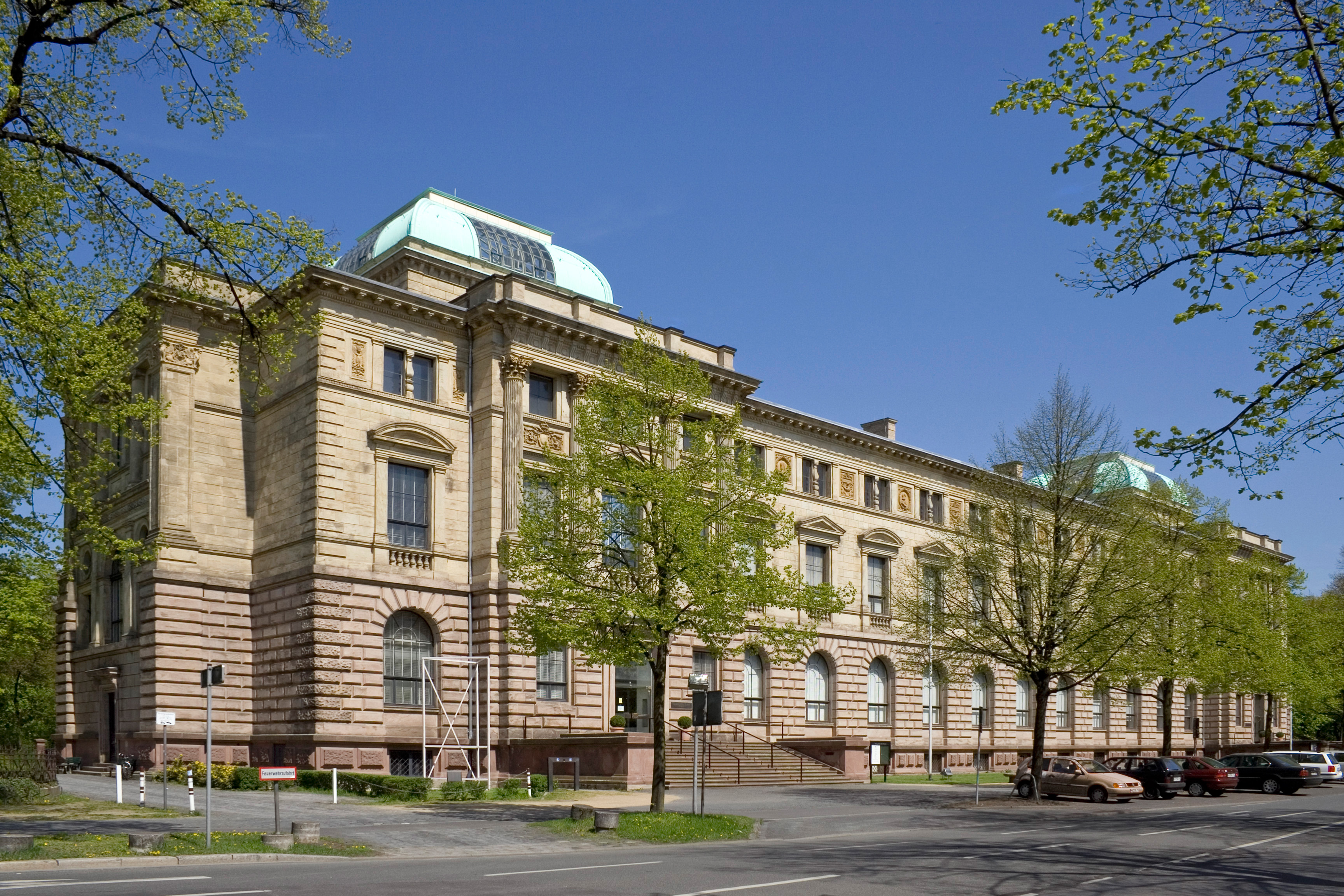
Музей герцога Антона Ульріха, головний фасад споруди

- Брауншвейзький собор
- Музей герцога Антона Ульріха

## Транспорт

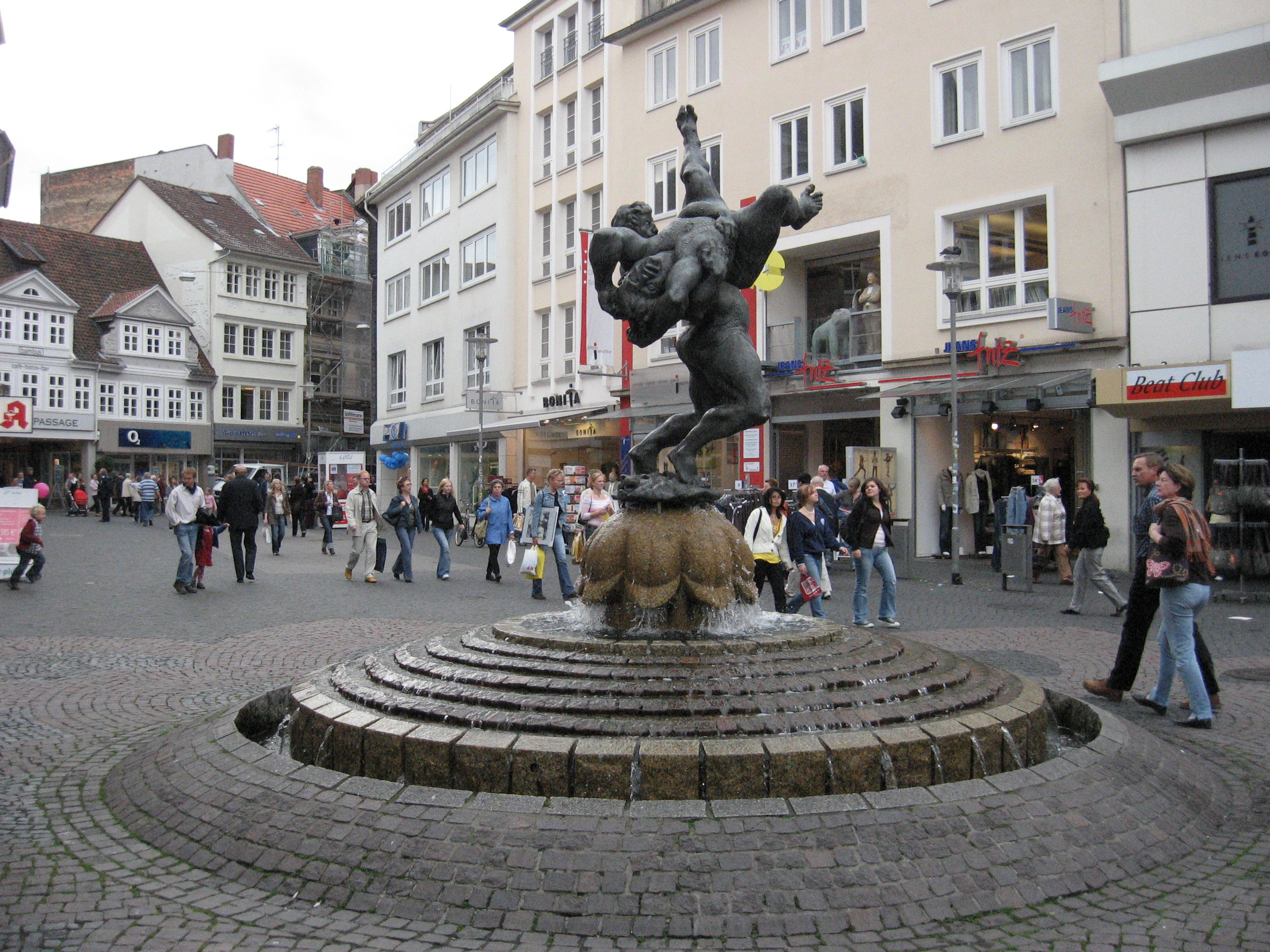
Пішохідна зона в центрі міста

Центр міста Брауншвейг – здебільшого пішохідна зона, вільна від автомобілів .

### Дорога
Два головних автобани обслуговують Брауншвейг, A2 (Берлін — Ганновер — Дортмунд) і A39 (Зальцгіттер — Вольфсбург). 
Міські дороги, як правило, широкі, побудовані після Другої світової війни для підтримки очікуваного використання автомобіля. 
У місті є кілька автостоянок.

### Велосипед
Багато жителів пересуваються містом на велосипеді, використовуючи розгалужену систему лише велосипедних доріжок. 
На головному залізничному вокзалі є стоянка для велосипедів.

### Поїзд
Місто знаходиться на головній залізничній лінії між Франкфуртом і Берліном. 
Deutsche Bahn обслуговує місто місцевими, міжміськими та високошвидкісними поїздами InterCityExpress (ICE), із частими зупинками станції Брауншвейг-Головний.

### Трамвай і автобус

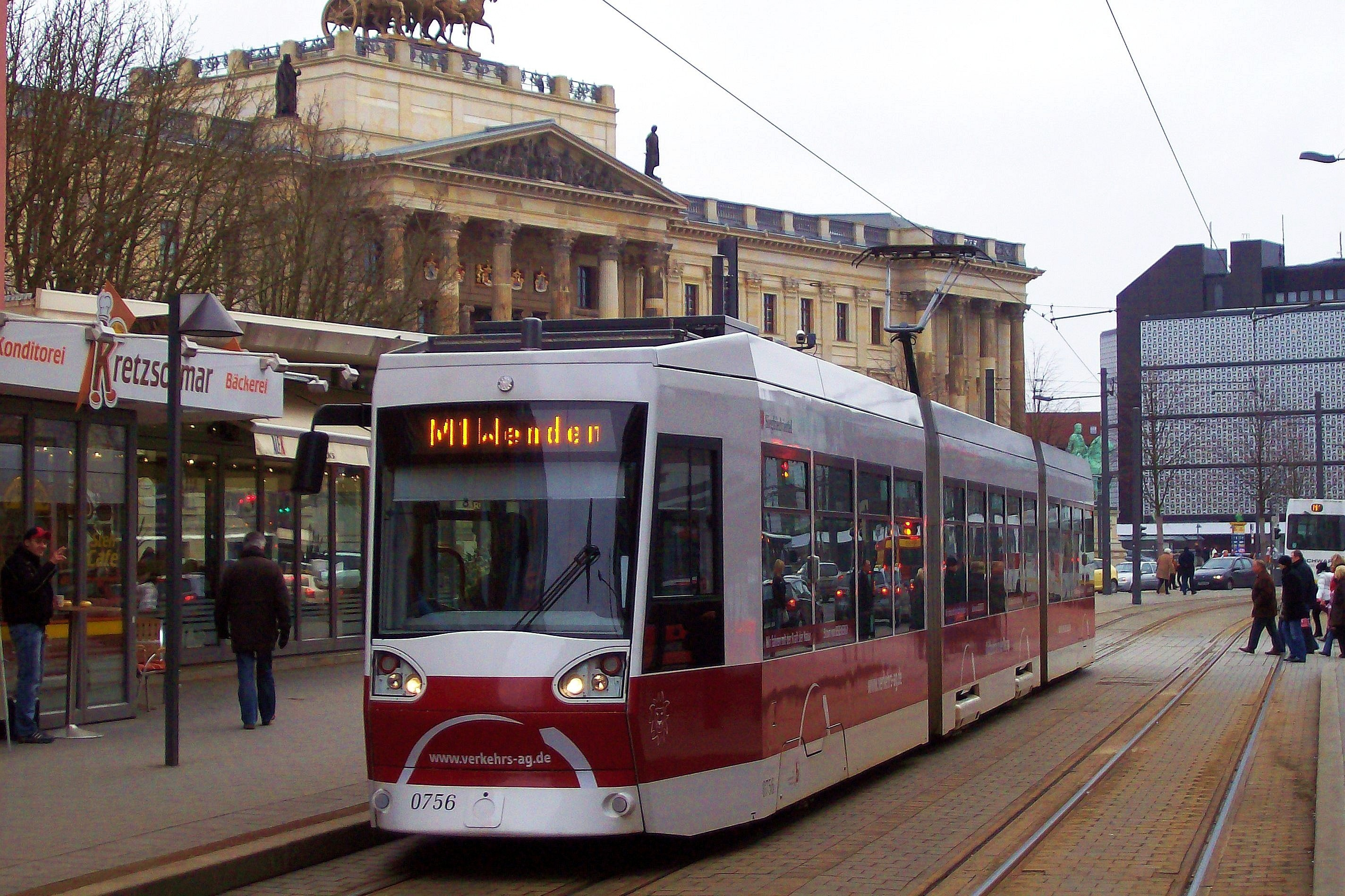
Трамвай у Брауншвейгу

Трамвайна мережа Брауншвейга — недорога і велика мережа електричних трамваїв завдовжки 35 км. Вперше відкрита в 1897 році, вона була модернізована, включаючи розширення на 3,2 км у 2007 році. Мережа має ширину колії 1100 мм, унікальну для європейської залізничної чи трамвайної мережі. Однак її поетапно доповнюють третьою рейкою, щоб у майбутньому можна було співпрацювати з колією 1435 мм магістральною залізничною мережею стандартної колії.
Муніципальна компанія Braunschweiger Verkehrs-AG наразі керує п’ятьма трамвайними лініями та кількома автобусними лініями.

### Повітряний
Аеропорт Брауншвейг-Вольфсбург розташований на північ від міста.

## Відомі люди
- Антон Ульріх, герцог Брауншвейг-Вольфенбюттельський (1633–1714), володар краю, засновник картинної галереї в місті Брауншвейг, що стане одним з найстаріших музеїв Європи за часом заснування (відкрито для відвідин з 1754 р.).
- Ріхард Андре (1832–1912) — німецький географ, етнограф.
- Вальтер Ізендаль (1872–1945) — німецький морський офіцер, контр-адмірал.
- Ебергард Шрадер (1836–1908) — німецький історик і мовознавець.